# アラン・カサノヴァ
アラン・カサノヴァ（Alain Casanova, 1961年9月18日 - ）は、フランスの元サッカー選手、サッカー指導者。ポジションはゴールキーパー。

## 経歴
ル・アーヴルACでリーグ戦233試合に出場、オリンピック・マルセイユでは出場機会を得られなかったが1990-91シーズンのUEFAチャンピオンズカップ準優勝メンバーに入った。トゥールーズFCで現役を引退した後は同クラブのGKコーチとなり、2008年からは監督を務めた。